# Mosquée Kebir-Djami de Simferopol
La  mosquée Kebir-Djami (russe : Кебир-Джами, ukrainien : Кебір-Джамі) est un bâtiment religieux à Simferopol en Crimée. Dédicacée en 1508 pour la grandeur de Mengli Ier Giray comme mosquée blanche.

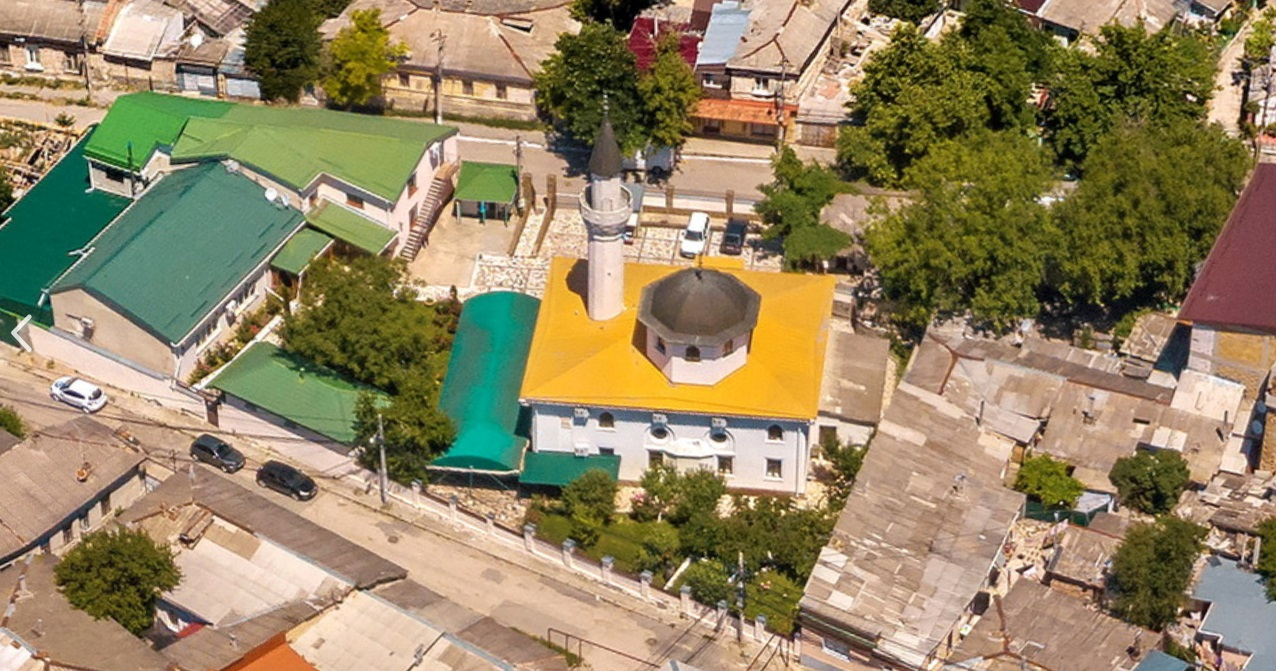
La mosquée vue du ciel
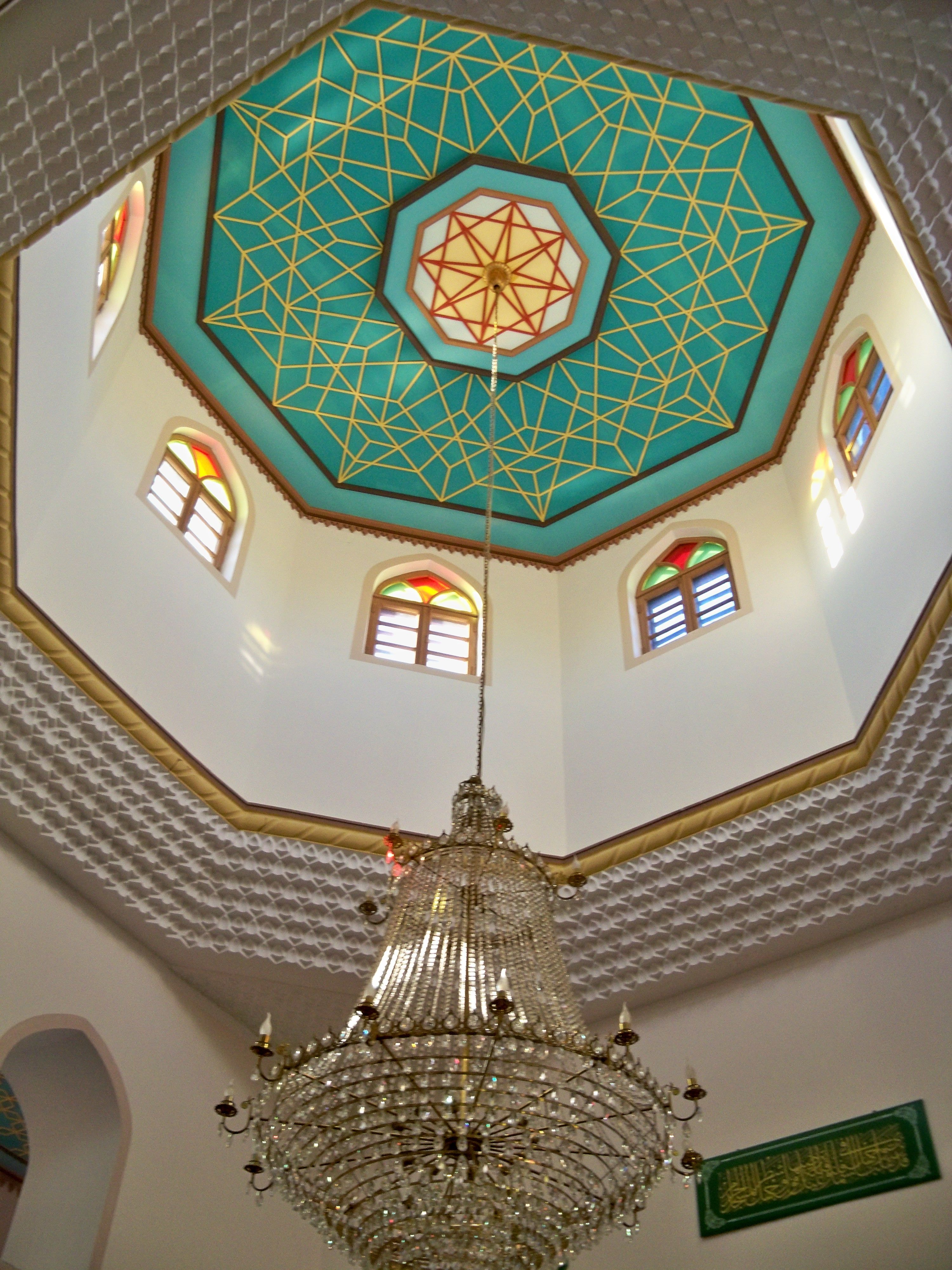
intérieur, la coupole
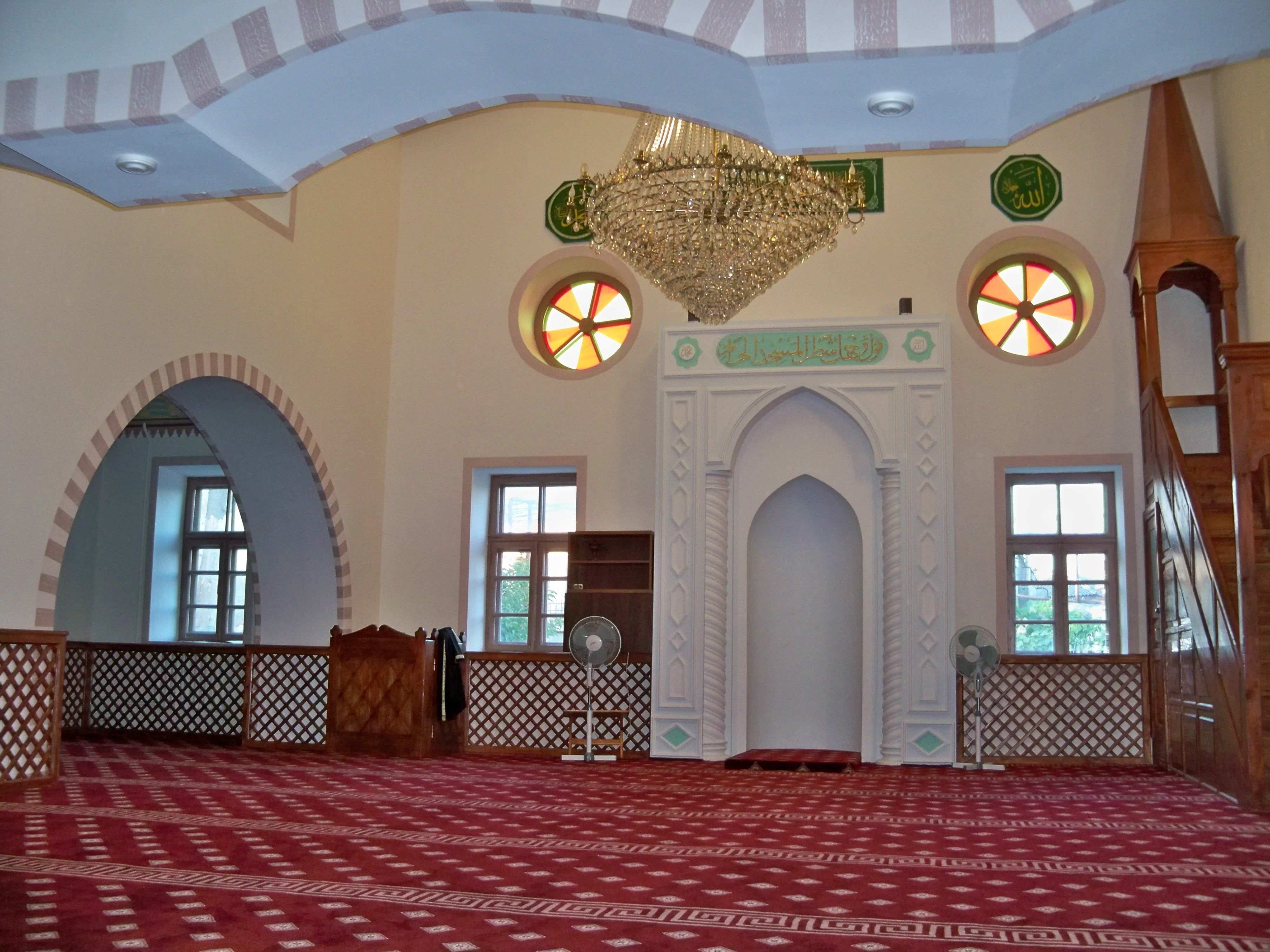
le mihrab
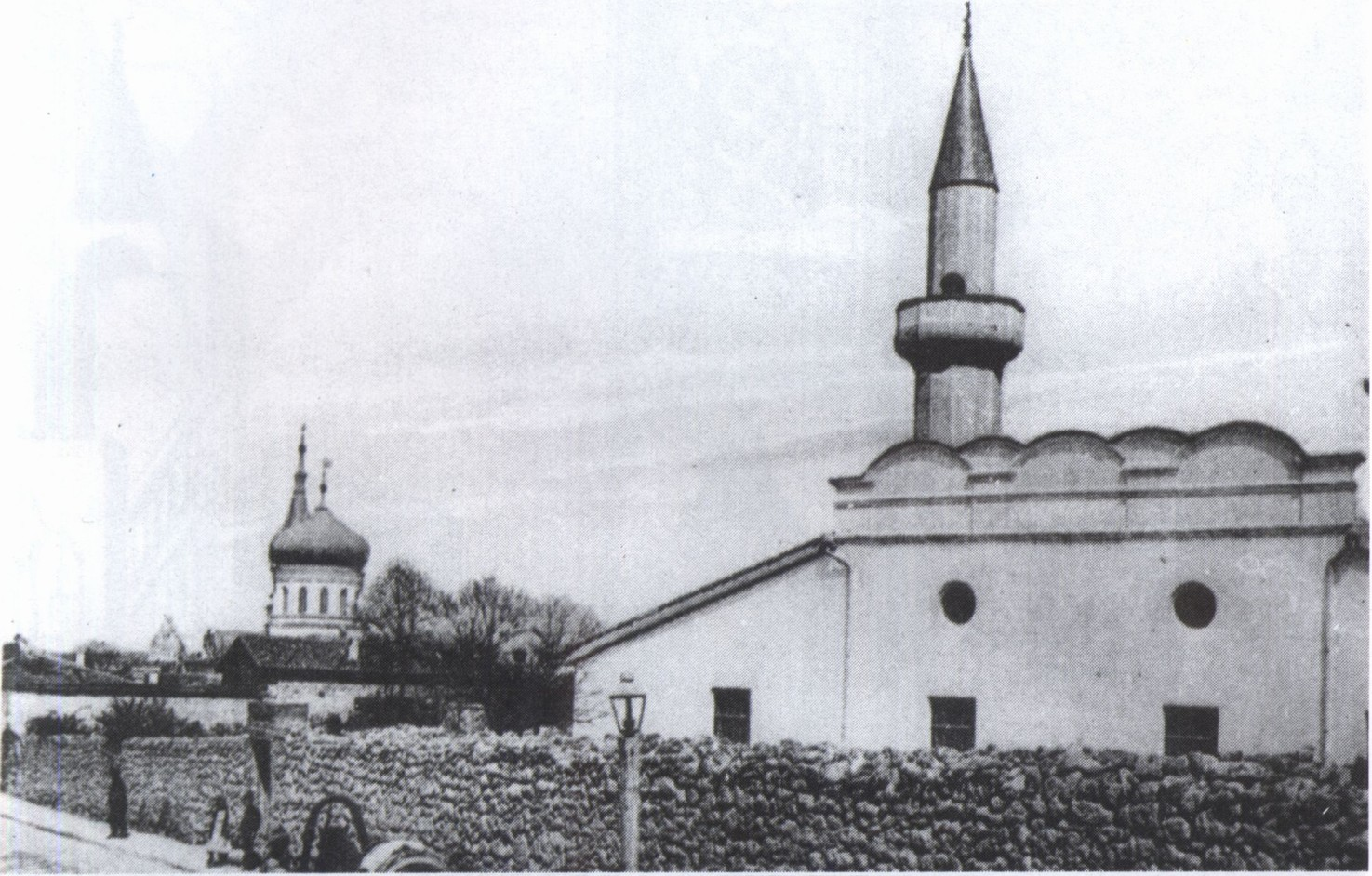
en 1916.